# Gerald Hamilton
Gerald Bernard Francis Hamilton (Shanghái, c. 1888 – 1970) fue un escritor británico, especialmente conocido por sus obras autobiográficas.
Nació en Shanghái en la década de 1880 y se educó en Inglaterra, en la Rugby School. Entre sus amigos figuraron personalidades políticas, artísticas y literarias tan importantes como Winston Churchill, Aleister Crowley, Robin Maugham, Tallulah Bankhead o Christopher Isherwood. Robin Maugham habla extensamente sobre Hamilton en el segundo tomo de su autobiografía Search for Nirvana (1979). Por su parte, Isherwood cita a menudo a Hamilton en sus memorias Christopher y su gente y se inspiró en él para crear su personaje de Arthur Norris, protagonista de la novela Mister Norris cambia de tren (1935). El propio Hamilton evocará este libro en el título de su segundo libro de memorias, Mr. Norris and I (1956). Publicó otros dos textos autobiográficos; el primero fue As Young as Sophocles (1937) y el último The Way it Was With Me (1969). 
Hamilton procedía de una familia irlandesa y se convirtió al Catolicismo. Daba a entender que procedía de una familia noble, levemente ducal ("faintly ducal"), pero se desconoce si realmente tenía derecho a algún título nobiliario. Fue internado por la Corona durante la Primera Guerra Mundial por sus relaciones con el nacionalista irlandés y homosexual Roger Casement, que posteriormente fue ejecutado por sus tratos con los alemanes. La propia homosexualidad de Hamilton era un secreto a voces. Por sus simpatías comunistas y su oposición a la Segunda Guerra Mundial, Hamilton volvió a estar internado por orden de Churchill.
Aparte de sus obras autobiográficas, Hamilton es autor del libro de viajes Jacaranda (en el que cuenta un viaje a África del Sur), de Emma in Blue (sobre Emma Hamilton y su amistad con María Carolina de Austria) y Blood Royal, sobre la reina Victoria del Reino Unido y sus parientes, afectados todos por la hemofilia.

## Hamilton como personaje de ficción
El personaje de Hamilton fue interpretado por el actor Toby Jones en una versión televisiva de la BBC basada en Christopher y su gente de Isherwood, dirigida por Geoffrey Sax y estrenada en 2011.

## Obras de Hamilton
- As Young as Sophocles, Secker & Warburg, 1937.
- Mr Norris and I, Allan Wingate, 1956.
- That Way it Was With Me. Londres: Leslie Frewin, 1969, ISBN 0-09-096560-4.
- Jacaranda. Londres: Sidgwick & Jackson, 1961.
- Emma in Blue. Allan Wingate, 1957.
- Blood Royal. Times Publishing/ Anthony Gibbs & Phillips, 1964.